# Стационе ди Алвјано (Терни)
Стационе ди Алвјано је насеље у Италији у округу Терни, региону Умбрија.
Према процени из 2011. у насељу је живело 287 становника. Насеље се налази на надморској висини од 90 м.